# Jacques Minassian
Pour les articles homonymes, voir Minassian.
Jacques Minassian, né le 12 septembre 1946 à Paris, est un photographe français.

## Biographie
Il devient photographe indépendant entre 1970 et 1974. Il commence son travail sur le Portugal en 1973. Il entre à l'agence Viva en 1975. Il est choisi avec une vingtaine d'autres photographes pour représenter la photographie française dans une exposition itinérante aux États-Unis. Expositions collectives avec le groupe Viva en 1976-1977

## Expositions

### Expositions personnelles
- 1979 : Jacques Minassian. Fotografias, 1973 – 1978, Centre culturel portugais, Paris[1],[2].
- 20 décembre 1979 - 27 janvier 1980 : Centre Georges-Pompidou, Paris[3],[4].

### Expositions collectives
- 30 janvier - 8 avril 2007 : Viva, 1972-1982, Jeu de paume, Hôtel de Sully, Paris[5].